# 潮與虎
《潮與虎》是藤田和日郎在小學館《週刊少年Sunday》的連載日本漫畫，發表於1990年第6號至1996年第45號。作品讲述了少年蒼月潮和數千年妖怪阿虎的冒險過程。單行本共33冊，另有一卷外傳。截至2015年，漫畫的發行量已超過3000萬冊。

## 劇情簡介
《潮與虎》分為序章、55個章節和外傳，描述蒼月潮和阿虎結伴冒險，對抗白面者的旅程。白面者是在世界成形前，由陰氣集結成的妖怪，本能性地會毀壞具有陽氣的人類。牠在中國、印度肆虐，殺害眾多人類和妖怪。為打倒白面者，鑄劍師義龍和他的妹妹決眉犧牲自己打造了能消滅白面者的獸矛。
白面者在一千多年前來到日本，全日本的妖怪聯手對抗牠，讓白面者敗退到沖繩海底。決眉的轉世雪發現牠藏在日本島支柱，若牠離開支柱，支柱會毀壞並讓日本沉沒，於是雪在白面者四周佈下結界，將牠封印在該處。在雪身故後，她的後繼者日崎御角、日崎須磨子接續佈下結界至今，而這三人也因此受到日本妖怪憎恨。
蒼月潮家是光霸明宗寺廟芙玄院。五百年前，潮的祖先用獸矛將妖怪阿虎封印在該處的巨石上。在潮意外發現阿虎後，阿虎的妖氣引來許多妖怪，攻擊潮的青梅竹馬中村麻子和井上真理子，讓潮不得不拔出獸矛，解除阿虎的封印讓牠對付妖怪，而潮也從獸矛中獲得力量。之後，阿虎不斷揚言要吃掉潮，但隨著冒險的進展，他們成為一對好搭檔。
潮在一次戰鬥中得知自己的母親並非如父親所說身故多年，為查出母親的消息，潮與虎啟程前往北海道的旭川，在旅程中擊敗多個妖怪，並得知自己是因為母親的緣故，被妖怪遷怒才遭到追殺。另一方面，白面者感應到有人在使用獸矛，派出婢妖追查。潮接連遇見光霸明宗的獸矛繼承者，在對抗婢妖的過程中，潮使用獸矛的力量讓自己成為妖怪，雖然他擊退了婢妖，卻也被獸矛奪走意識，變成失控的野獸。為使潮恢復原狀，麻子等五位與潮有緣的少女輪番上陣，用雪傳承的梳子破解獸矛的力量。
潮抵達旭川後，透過妖怪時逆的力量，潮與虎回到過去，得知獸矛誕生的歷程，還得知白面者的力量來源是恐懼。之後他遇見第四位獸矛繼承者引狹霧雄，霧雄是白面者尾巴的分身斗和子製造出來的，他煽動光霸明宗分裂，更搶走獸矛並試圖銷毀它，在這個計畫被揭露後，潮擊退了斗和子，霧雄成為夥伴，光霸明宗也變得更加團結。潮連同妖怪們一同對付白面者，但無力與牠抗衡，這讓妖怪決定與人類合作。美國機構哈瑪試圖以科學解析白面者，在失敗後，部分科學家留在日本與自衛隊合作。
白面者派出婢妖吃掉人與妖怪的記憶，並煽動自衛隊轟掉須磨子。潮一度孤立無援，但有少數人和妖怪並未遺忘有關潮的事，潮與虎在受到幫助後獲得新的力量，前往沖繩迎戰。須磨子的法力終於不堪負荷，白面者衝出海面，將獸矛打個粉碎，彈指間毀了日本大半城市。散落的獸矛碎片摧毀婢妖，被潮與虎幫助過的人回想起他們曾經帶給自己的希望，並將希望散播出去，削弱了白面者的力量。獸矛的碎片重新匯聚，而潮也在得知阿虎的過去後重新振作，和妖怪、光霸明宗僧侶、責任者、科學家、自衛隊、亡靈等潮與虎在旅程中締結的戰力全部登場，和白面者展開決戰，最終以獸矛將其擊斃，但阿虎也因此犧牲。
部分妖怪化身為石頭，成為支撐日本的支柱，阻止了日本沉沒。潮回歸日常生活，雖然阿虎已不在，但作為妖怪的牠會再度回到世上。

## 登場角色
※ 同時列出兩種版本的配音員時，前者為OVA版的配音員，後者為電視動畫（TV版）的配音員。只有一名配音員時，為電視動畫（TV版）的配音員。

### 主要角色
蒼月潮（／，臺灣舊譯：陳馬）
配音：佐佐木望／畠中祐、冨樫和美〈童年時期〉（日本）；劉傑／江志倫、穆宣名〈童年時期〉（台灣）；馮錦堂（香港）
本作主角。是一個普通的中學二年級學生，母親須磨子自小便不知所踪，父親紫暮是一間寺廟的住持。
一次在家中打掃時，發現家中有一地庫，進入地庫後，發現內裡有一隻妖怪被一支矛所封印，那支矛和妖怪便是獸矛和阿虎，潮拔出獸矛及釋放阿虎後，阿虎欲離開並大開殺戒，但潮用獸矛要脅阿虎不准吃人。潮得到獸矛後，運用獸矛的力量與不同的妖怪作戰，後來獸矛的守護者光霸明宗得知潮是獸矛的繼承人，便派人測試潮，而紫暮其實是光霸明宗的其中一位法力僧，結果紫暮帶著潮到旭川尋找獸矛的秘密。
經過一輪旅程，潮終於到達旭川，並在時間的妖怪帶領下到了春秋戰國時代的中國，認識了決眉和義龍，知道了獸矛誕生的由來，更知道不知所踪的母親便是一直封印白面者的責任者。白面者終於在半年後解開封印，潮與阿虎最終與白面者展開最後戰鬥。
阿虎（臺灣舊譯：阿虎／釋夏克亞）
配音：大塚周夫／小山力也（日本）；陳幼文（台灣）
傳說中的妖怪「字伏」，已生存上千年，在各時期曾被稱為「長飛丸」、「雷獸」等，但阿虎都不喜歡這些名字。喜好吃食人類，解除封印後唯一想做的事情就是把潮吃掉，但解除封印後除了主角方受傷的血以外，僅於為找你几年了提振潮的意志力之戰鬥中吃了一小塊潮的肉。除此以外，最愛吃的食物就是漢堡。
真正身份是在遠古孕育出白面者的人類「沙加克沙」，因出生當日被白面者選為附身對象而造成家人死去，長大後被村民當成被詛咒之人而懷著強烈恨意活下來，後來因未能保護心愛的女人而懷著爆發的恨意殺死敵人以致白面者從其右臂竄出，毀了他的國家，於是開始踏上追尋消滅白面者的旅程。後遇到被封印的獸矛成為第1任使用者，後來也因為犧牲靈魂而變成字伏，之後曾參與日本第一次對白面者的大戰，戰役結束後，碰上後來的獸矛使用者，為了幫助使用者從白面者的手上隱藏獸矛的氣息，從而透過以自己被獸矛封印作為隱藏獸矛的手段。

### 次要角色
中村麻子（／，臺灣舊譯：朱愛梅）
配音：天野由梨／小松未可子（日本）；錢欣郁（台灣）
阿潮的青梅竹馬，家裡從事經營拉麵店小吃店，獨生女。個性活潑樂觀，勇敢有主見的少女。有母性的本能，喜欢照顾别人。在学校非常受欢迎。從小經常和潮吵架。熟知潮的性格，在潮苦恼沮丧时会以自己的方式激励他振作。
视真由子为挚友，為了對方赴湯蹈火在所不惜，願意犧牲生命。从父亲那里接受到了空手道的经验，面对大人也不甘示弱。能够在一瞬间看破HAMMR的破绽并给予攻击，一个人就能用高踢战胜强壮的中年男性。实际上却是一个面对弱者与小孩绝不施暴的善良少女。
井上真由子（／，臺灣舊譯：吳美雲）
配音：冬馬由美／安野希世乃（日本）；穆宣名（台灣）
图书委员长，喜欢读书。性格天然大方，但在紧急情况时却能展现坚强的意志。與潮和麻子也是青梅竹馬，暗戀潮，是決眉轉生的第一代責任者後裔，是第四代的「責任者」，卻不自知。
蒼月紫暮（／，臺灣舊譯：陳紫暮）
配音：青野武／藤原啟治（日本）；黃天佑（台灣）
阿潮的父親，光霸明宗的法力僧，因為妻子以自己的力量封印白面者，獨自撫養潮長大。年輕時孤傲凶暴，與須磨子結婚後性情大變，轉向溫柔。對於潮的教育是鐵血紀律，遇到事情都是拳頭相向，雖然如此，和潮的親情並沒有影響，當潮差點獸化時到處奔走請求援助。
鏢（／）
配音：若本規夫／浪川大輔（日本）；曹冀魯（台灣）
中國的符咒師。十五年前因下班回家發現妻子和女兒被長得與阿虎相似的「黑字伏-紅煉」殺害，於桃花源習得高強法術後四處找尋仇人，原本以為阿虎是他的仇人，在誤會消除後成了潮與虎的朋友。最後在日本與白面者對決前夕，與潮許下未來要一起飲酒的諾言。但在大戰時，獨自與紅煉戰鬥並取得勝利，但因受傷過重也就此死去，死去前意識回到當初下班回家的那一刻。

#### 古代中國
決眉（臺灣舊譯：潔梅）
配音：花澤香菜（日本）；陳貞伃（台灣）
義龍之妹，在父兄製作神劍進宮獻給皇帝時，父母慘遭白面者的蹂躪而亡。身為鑄劍者的家人，選擇跳入熔爐以身獻祭，給義龍鍛鍊神劍。死後轉生為第一代的守護者，知曉白面者的過去與未來，並以靈魂形態監察獸矛的使用者，同時也選擇後代的責任者封印白面者。
義龍
配音：宮野真守（日本）；黃天佑（台灣）
中國古代的鑄劍師，因偽裝成皇后的白面者將其國家毀滅，父母被害，其妹決眉為了製作神兵把自己當作祭品獻給鑄劍爐，變成了獸矛矛尖，義龍悲憤之下造出了獸矛，連自己都化為了獸矛的柄。靈魂存在於獸矛之中，為了繼續淬鍊獸矛，不斷的吸取使用者的靈魂。

#### 責任者
雪（臺灣舊譯：有希）
配音：花澤香菜（日本）；陳貞伃（台灣）
第一代責任者，封印白面者400年。平安時代的白拍子。決眉的轉世，有著前世的記憶與強大的神通力。參與日本第一次對白面者大戰，負責聯繫人類與妖怪，是人類方的主要戰力。戰後獨自追踪敗逃的白面者至沖繩海底，發現其躲於日本島支柱，為不讓支柱遭到破壞而導致日本島沉沒，張開結界封印白面者，並鎮守於海底，成為第一代責任者，擊退前來討伐白面者的眾妖怪而遭到妖怪們的怨恨。繼任的責任者皆是她的後代子孫。
日崎御角（／）
配音：山崎和佳奈／折笠富美子、佐藤藍〈晚年〉（日本）；穆宣名（台灣）
第二代責任者，封印白面者300年。光霸明宗的長老，為一位勇敢善良的靈媒。為封印白面者而放棄了原本的家庭與人生，於第三代須磨子繼任後回到人間，是明治時期有名的靈能力者，曾封印「飛頭蠻」一族，後成為光霸明宗的指導者。第一次與潮見面時顯露出許久不存在的溫柔，在「斗和子」的計劃中因為對抗白面者分身「昏木」而去世，自小沒有母親照顧的潮因此放聲大哭，決眉前來迎接她的靈魂離去。
蒼月須磨子（／，臺灣舊譯：石須磨）
配音：坂本真绫（日本）；錢欣郁（台灣）
第三代責任者，封印白面者100多年。原名「日崎」，潮的母親、紫暮的妻子。擁有連如惡鬼一般的紫暮都會結巴的溫柔。江戶時代出生被決眉給予了2年離開深海的時間，與紫暮相遇相戀並結婚生子，2年後即回到海底繼續責任者的使命。因為西方群妖的自負，原本佈置的結界被破壞，白面者幾乎要脫離結界，情急之下動用了大量靈力佈置極限結界，導致封印白面者的時間被大量縮短。在最終決戰與真由子合力將白面者困在結界中展開決戰。

#### 光霸明宗
和羅（／）
配音：柴田秀勝（日本）；吳文民（台灣）
光霸明宗的大僧正，是責任者一人以下，萬人以上的統領者。與兇羅是雙胞胎兄弟，頭上的印記是與兇羅法術比試時被兇羅的錯手所致，即使如此，也不怨恨兄長。
四師僧（／）
光霸明宗的僧侶，僅次於大僧正。毫無主見，除了顯示光霸明宗的階級威嚴以外，故事中毫無建樹，對於武力或法術都未有著墨。私下派出法力僧回收獸矛、殺掉老虎，卻被和羅識破。然而和羅卻僅只訓斥卻不加反對，反而一肩扛下這一行動。
關守日輪（／）
配音：水樹奈奈（日本）；錢欣郁（台灣）
光霸明宗的獸矛傳承者候補之一。持著梳子為法器，使用五行術除妖的少女。因為師父怨嘆日輪女兒身的身分而努力修煉，想要比任何男性都強大。雖未明言，但一般認為也喜歡潮。出場幾乎都被劃破衣服。
秋葉流（／）
配音：細谷佳正（日本）；陳彥鈞（台灣）
光霸明宗的獸矛傳承者候補之一。天才五行術者，常騎一輛黑色的摩托車，性格豪爽不羈，被阿潮當作「令人信賴的流哥哥」。對阿虎極有興趣，與白面者為敵。在小潮的獸矛被引狹霧雄奪走並銷毀後，流和阿虎合作擊退霧雄手下的傀儡，最終與小潮協力奪回了獸矛。
故事的最後，在眾人決定聯合對抗白面者時，流突然叛變，甘願成為白面者的部下。原因是從小到大他未嘗過失敗的滋味，為了求敗，流陷入了瘋狂的戰鬥慾望，在海上平台與阿虎展開最後對決，最終被阿虎擊敗，重傷而亡，死前向阿虎坦白了自己的真實心聲，拜託阿虎替自己向潮道歉。
杜綱悟（／）
配音：逢坂良太、雞冠井美智子〈童年時期〉（日本）；吳文民、錢欣郁〈童年時期〉（台灣）
光霸明宗的獸矛傳承者候補之一。天才的式神操縱師，修煉陰陽術，是四位繼承者中最被看好能夠掌握獸矛的男人。尚未進入光霸明宗修煉時，曾為保護妹妹純而與妖怪對戰，雖然當場爆殺妖怪，卻使得妹妹純感到恐懼。
因為嫉妒能活用獸矛的潮，而被「婢妖」趁虛而入操縱腦部，而妖怪管狐協助帶領潮與阿虎進入體內，因此配合日出時，透過杜綱妹妹純的精神念波殺掉婢妖首領血袴，因而從婢妖的操縱之中脫離。發現妹妹喜歡潮，因此常常想要讓潮接受純。在獸矛爭奪戰前駁斥潮想要一步登天學習法力的想法，但卻傳授心志細膩的方法，讓潮能夠在最終戰時一舉消滅霧妖。
杜綱純（／）
配音：高垣彩陽（日本）；穆宣名（台灣）
光霸明宗的獸矛傳承者候補落選者之一。杜綱悟的妹妹。在潮拯救杜綱時說了一句哥哥，對不起，並發射精神念波。從而讓杜綱脫離裨妖的控制。因為潮說了一個男人一生能讓多少女人止住淚水而喜歡上潮，杜綱發現後有意撮合兩人，但被純以潮其實有心上人而拒絕。
引狹霧雄（／，臺灣舊譯：林霧雄）
配音：潘惠美（日本）；錢欣郁（台灣）
光霸明宗的四位獸矛的繼承人候補之一。持著引狹創作滅妖法器「艾雷扎爾鐮刀」的少年，其實是光霸明宗的一位擅於製作法器的僧人引狹因為受到白面者的分身之一「斗和子」所惑，以西洋鍊金術製作出來的人造人，身旁跟隨著同為西洋鍊金術製作出來的妖怪「九印」。
在呢喃者之家的獸矛爭奪戰後失去生活意義而獨自流浪，因為真由子的白髭事件後，住進真由子的家。苦惱於真由子父親對於壺的收藏癖好。曾經與時逆、時順回到過去，觀看了獸矛的歷史。在最終戰時並未隨著妖怪群一同追殺白面者，反而是在第四代責任者真由子身旁守護。
引狹（／）
配音：坂口候一（日本）；黃天佑（台灣）
光霸明宗的上位師僧。為追求繼承者的理念下不斷研究，後轉變為為何要執著於一柄獸矛，從而開始開發更強大的法具，理想是讓每一個僧侶都擁有等同操控獸矛一般的武器。因為不只引用佛教方法，也引入了西洋鍊金術等技術而被視為異端，逐出光霸明宗，進入呢喃者之家繼續研究。在創作「艾雷扎爾鐮刀」連連遭遇挫敗後，白面者派遣一條尾巴「斗和子」前往迷惑引狹，在「斗和子」協助之下，成功創造「艾雷扎爾鐮刀」並予以量產，但要訓練一名強大的僧侶顯然耗時太久之下，斗和子建議不如「製造有法力的孩童」，以偷來的孩童製造出了一名高法力的繼承者。為了保護霧雄，另外又創作人造妖怪「九印」。最後發現了斗和子的真實身分而飲毒酒自殺。
凶羅（／）
原光霸明宗的法力僧。和羅的雙胞胎兄長，自從法術比試誤傷和羅之後內疚不已，表面上卻裝著狂妄不羈，但他絕對尊重並且執行第二任責任者的命令。而在總本山對抗斗和子及眩偽時被月輪封住身體的他，不惜斷足也要保護第二任責任者，可惜最終仍然無法挽回責任者的生命。於是拖著重傷的腳離去。以武力奪取了光霸明宗需要數人才能操控的超級法器穿心角，卻在與潮對戰時切去一塊，但無損於穿心角的威猛，於對戰山魚時發揮超級法器的力量。與白面者的最終決戰時，為守護施加念力防護罩的光霸明宗眾人，一人手持穿心角獨戰眾多的白面者化身，並且完美保護光霸明宗眾人。最終傷重，留下「我這一生，很有意思吧」之後笑著死去。

#### 哈瑪機構
正式名稱「HEAD ANTI METAMORPHOSE MEASURE RESEARCH」（對妖怪變化測定研究所）。日本政府為研究妖怪世界成立的秘密機構，多位研究者被裨妖逼瘋自殺，剩餘三人。因為研究獸矛與潮過程中不慎將獸矛上殘留白面者殘屑刺激生長成妖怪，連帶吸收其他妖怪而增長能力，三位博士中海倫娜因此喪生。後在與白面者最後一戰前，剩下兩位博士以小型人造結界器保護自己不讓裨妖吃掉記憶，將潮降服的妖怪「吞石」身上盔甲修復並贈與潮來作為保護，同時也贈送小型結界器：天箭貓給潮防身。
海倫娜·馬可夫
配音：津賀有子（日本）；穆宣名（台灣）
大腦生理學・臨床心理學・精神分析學的專門家。
尼可拉斯·庫斯勒
配音：澤木郁也（日本）；陳彥鈞（台灣）
醫療電子工學、特殊遺傳子解析、奇里安攝影振動理論的完成者。
馬可·帕布羅提
配音：有本欽隆（日本）；吳文民（台灣）
思想家、心理研究家、超心理學的權威。

#### 其他角色
羽生禮子（／，臺灣舊譯：雷麗）
配音：牧野由依（日本）；穆宣名（台灣）
與潮同屆的學生，曾經休學將近一年，因此大潮一歲。身為畫家羽生的女兒，在母親離開之後獨自面對陷入瘋狂的。為了守護這樣的父親而願意留在他的身邊，卻沒想到父親病故後化為厲鬼仍然要禮子留在身邊。從此，接近禮子的人都會被父親殺死，為了避免父親再殺人而不斷尋死自殺。但遇到潮以後，禮子願意活下去，與間崎交往，願望是讓潮完成肖像畫，特長是刺繡，並且能夠做出複雜而美麗的圖案。在潮的獸化危機時，是第一個挺身而出的女性。在最終戰時認為小夜可能要尋死而擔心不已，靠著父親的鬼爪守護了小夜。
間崎賢一（／，臺灣舊譯：簡成）
配音：中村悠一（日本）；陳彥鈞（台灣）
潮的學長，與禮子是從幼稚園開始認識的玩伴，平常禮子稱他為「賢醬（賢ちゃん）」。家裡是開機車行。因嫉妒於和禮子交好的潮，在二人對打後說出禮子的過去。隨後與潮一同拯救了禮子，自此認可了潮。從小和父親交惡，在與禮子交往後改變許多，於麻子奪還戰時父親以一句「男人就該為朋友兩肋插刀」贊助秘藏的好機車，雖然無法對戰妖怪，但此戰役中仍然貢獻不可抹滅的力量。在潮有危險困難的時候，一定是第一個站出來的男性人類朋友。於麻子被飛車黨「SPEED EATER」的老大，同時也是麻子的童年玩伴折草浩給帶走時，與潮合作追著對付附在折草的重型機車上專門吃速度為生的妖怪「一角」之戰活躍。
羽生道雄（／，臺灣舊譯：雷道雄）
配音：三宅健太（日本）；黃天佑（台灣）
羽生禮子的父親，在被妻子背叛後離開之後獨自面對陷入瘋狂，病故後化為厲鬼仍然要禮子留在身邊。
中島達也（／，臺灣舊譯：小塔）
配音：丸尾知子／真堂圭（日本）；穆宣名（台灣）
大家去海邊玩的時候遇到的調皮小孩，因為媽媽離開人世，所以總對人惡作劇來發洩情緒。心愛之物是媽媽留下的無線電。後來惡作劇時被人發現，折斷了無線電的天線並且要打達也，生氣的麻子挺身而出打跑「受害者」。達也想帶麻子划船去自己的祕密基地卻慘遭大海蛇吞噬。後來潮陰錯陽差拯救了麻子和達也，並且告訴達也：媽媽正在天空上看著，不能做出讓他丟臉的事情。在大家回去的時候，對大家鞠躬道歉，並且贈送無線電給潮。與白面者最終一戰前夕時，說出了不恐懼的原因：白面者的後面有金黃色的東西在追他。
檜山勇（／，臺灣舊譯：吳小玉）
配音：豐崎愛生（日本）；陳貞伃（台灣）
機師的女兒。父親的飛機遭受妖怪衾的攻擊而爆炸，當時父親的好友厚澤正駕駛著戰鬥機在旁邊，所以被勇認為是厚澤害死了父親，拒絕任何解釋。在與潮搭乘同一班飛機時再度遇見衾，受潮的協助，聯手刺了衾一矛。從此對厚澤打開心門，空中災難結束後，受厚澤領養。特長是跑步，是學校田徑隊的成員，也是眾多喜歡潮的一員。在潮的獸化危機時與麻子大吵，卻在緊要關頭冰釋前嫌，奮力奔跑以拯救潮。在最終戰時認為小夜可能要尋死而擔心不已，靠著父親的靈魂客機守護了小夜。
厚澤恭治（／，臺灣舊譯：丁澤）
配音：寺杣昌紀（日本）；吳文民→黃天佑（台灣）
小勇父親的好友。一直以來都為勇父親的死亡而向勇解釋，但勇卻拒絕聆聽。初見潮時搭乘同一班飛機卻再度碰上衾，在衾吃掉班機機長後挺身而出繼續駕駛飛機。事件結束後領養勇。在與白面者最終之戰時，身任防衛隊長官而部屬防線。因為沒有防護，所以被婢妖吃掉記憶而追捕潮。
鷹取小夜（／，臺灣舊譯：宋小夜）
配音：南里侑香（日本）；陳貞伃（台灣）
為僅存的白髮族。白髮族是人類與妖怪的橋樑，小夜的母親、祖母都是守護鷹取家的一員。但實質上，所謂守護只是面對祖先將能帶來家族好運的妖怪座敷童子封印在房內時的精神排解而已。一次在溫泉洗澡時初見了潮，沒想到卻暈倒了。隨後潮將小夜揹回鷹取家，卻遭武衛認為是來訛騙錢的混混。座敷童子請求潮與虎解開封印，在封印被破除後跳著舞離開鷹取家。事件結束後，小夜離開鷹取家，因為小夜真摯淚水而感動的座敷童子也選擇繼續跟隨著她。在與白面者的最終之戰時，依據母親教導的方法打開冥界之門，請求已經過世的人的協助。由於冥界之門需要從內側關上，關門的人將無法回歸人世，所以打算犧牲自己進入冥界關門。但座敷童子卻說自己從冥界而來，正好是關門最好的人選，並在關門前一刻小夜見到了母親。
香上、片山（／）
無所事事二人組。毫無人生目的的他們撿到了潮遺失的現金，隨意花用，卻又剛好碰上了潮，為了避免被潮告發而答應載潮同行。住進大谷家的旅舍，碰到猴妖的襲擊。原本恐懼於妖怪力量的他們，卻因為小詩織曾拉住他們的手是那麼的小而憤怒，載潮前往戰鬥。隨後在北海道洞爺湖受湖神青睞，希望他們成為守護神。但二人實在不爭氣，所以最後選中了裕美，但事實上裕美也沒有成為神，仍然由湖神續任。二人後來與步組成搖滾樂團，在與白面者最終一戰前夕拯救了全身燒傷的麻子，並且與麻子一同運送人造結界機械給自衛隊，事實上是為了讓麻子能夠與潮見一面。
大谷詩織（／）
史代的女兒，體弱多病，害羞怕人。恐懼生剝的她，因為爸爸畫出可愛生剝而不再恐懼。沒想到自從潮一行人住在家裡之後，慘遭偽裝生剝的猴妖抓走，要剝下外皮讓猴妖可以變身成人。這件事情讓憤怒的香上、片山以及潮不顧一切挺身而戰，被拯救出來的他在故事結束時有一個喜歡他的男同學要邀請他上學。與白面者最終一戰前夕時，說出了不恐懼的原因：生剝有哥哥的味道。
大谷史代（／）
詩織的母親。小時候孤單寂寞沒有朋友，對農村飼養的小猴子說真希望能變成人來當我的朋友。沒想到潮一行人住進來之後，抓走詩織的猴妖就是這個小猴子。無法接受詩織被抓走而昏倒，在詩織被拯救回來後失去這段記憶。
伏戶步（／）
揹著吉他的女孩，被香上、片山搭訕而一起同行。隨後在北海道洞爺湖受湖神青睞，希望香上、片山成為守護神，而步與裕美成為他們的妻子。但二人實在不爭氣，所以最後選中了裕美，但事實上裕美也沒有成為神，仍然由湖神續任。後來與香上、片山組成搖滾樂團，在與白面者最終一戰前夕拯救了全身燒傷的麻子，並且與麻子一同運送人造結界機械給自衛隊，事實上是為了讓麻子能夠與潮見一面。
仁禮裕美（／）
潮一行人居住於洞爺湖時的服務生。隨後在北海道洞爺湖受湖神青睞，希望香上、片山成為守護神，而步與裕美成為他們的妻子。但二人實在不爭氣，所以最後選中了裕美，但最後裕美也沒有成為神，仍然由湖神續任。
德野信二（／）
潮在北海道獨行時遇到的男子，因為小時候不學好，逃離家鄉去了東京。殘酷冷血無情的他雖然在勢時大家都尊敬，卻在得到癌症後被人說閒話，更被要求退出。退出後回到家鄉。想起媽媽總是帶著他到處跟人道歉而抬不起頭，回到家鄉也沒有與母親相認。沒想到山中出現白面者的化身：霧妖，沒有實體的他讓潮不知如何下手。最後靠著風穴吸住霧妖，再由德野開著燃燒的貨車撞向霧妖讓他被吸走而結束這場戰鬥。受傷太深的他問著「我現在是不是可以抬頭挺胸？」之後死亡，他的外套就由潮穿著而繼續前行。德野在與白面者最終一戰藉由小夜開啟冥界之門而回到人世幫助了潮。
野村信一（／）
潮與紫暮父子倆在搭乘從北海道往東京班次列車的車上認識的高中生，在學校經常被學生欺負至於個性變得膽小自卑產生對自己的厭惡，在妖怪山魚襲擊列車下受到潮、紫暮與老師岡田的鼓勵下擺脫恐懼，鼓起勇氣協助潮與紫暮在列車出青函隧道前擊敗山魚。數年後自己也當上老師，看到自己的學生被人欺負，想起類似的過去鼓勵學生要堅強（同時也暗示了白面者的最終決戰的始末）。
佐久間泰（／）
家境貧困的送早報打工男，與化作人類的雪女垂相戀。垂的母親為了報復發現自己是雪女而拋棄她的男人，命令垂將整個北海道都封入冰雪之中。卻沒想到浩在發現垂是雪女後也不因此放棄愛情，擁抱著垂卻讓垂融化。這樣的結果讓潮憤怒不已，然而，這正是讓雪女轉為人類的方法：真心擁抱。自此與垂過著恩愛的生活。
柏木實（／）
這是敘說潮絕對不說謊的故事。某日潮與虎又打鬧起來時被實發現，但其實實的眼睛已然失明。實是一場空難中的倖存者，雖然生存下來，卻失去視力。飛機墜落的森林中有個心靈通透的妖怪悟，驚訝於實的內心竟然有這麼多的思想而偽裝他的父親，偷竊實愛吃的麵包給他。被人類發現實的生還後，緊跟著實來到了潮居住的城市，想要醫治實的眼睛而奪取他人的眼珠。因為自己擁有透視他人內心的能力，導致紫暮與潮都無法阻止他。在實要動手術的前一刻帶著大量眼珠來更換實的眼睛，卻受到潮的阻止。雖然擁有透視他人內心的能力，但在發現潮內心真正的意思後反遭潮打敗。進入病房的他自承不是實的父親，退出之後問潮：小實會喊我這個爸爸嗎？潮難過的說：會。悟就笑著說：你真是個好人。由於獸矛對妖怪殺傷力太大，所以戰敗後的悟就此消散，這是潮唯一一次打敗妖怪卻感到悲傷。後來潮對實說爸爸去了很遠的地方，要很久才能回來。在後來與麻子見面時說我今天撒了一個謊，隨後痛哭。
設樂水乃緒（／）
飼養犬神的家族族長。身為族長的他，與其是受到尊敬，不如說是恐懼。在家鄉的他，並沒有任何朋友。來到東京要收回遺落在外的犬神而結識了潮，卻誤以為虎是犬神而對潮不友善，因此遭來禮子的憤怒。事實上真正的犬神是學校的護理老師。在與潮共同作戰時認可了潮，也因此喜歡上了潮。最後和禮子成為朋友。在最終戰時靠著犬神而守護了麻子。

### 妖怪

#### 白面者與其分身
白面者（／）
配音：林原惠（日本）；錢欣郁〈主聲〉、吳文民〈合聲〉、穆宣名〈分身·使者〉（台灣）
本作的最終敵人，有九支尾巴的大妖，被封印在日本底下，可是卻有辦法把牠尾巴形成的分身自結界的縫隙派出為亂世間。
最初是由一團黑暗所組成，為成形化做流星附身於於嬰兒時的虎（人類時）體內，吞食其恨意轉化為自身血肉，在燒毀虎的家鄉後離開。在終戰時九條尾巴各化為不同型態，仍然不敵潮與虎的最強搭檔，死前最後的願望是成為一名普通的嬰兒。
參考殺生石，其設定的原型參考來自九尾狐。OVA版只僅於片頭出場，超級任天堂版的遊戲在GAME OVER的畫面中出場。
修姆納
白面者的第一條尾巴分身。霧妖，沒有實體的妖怪。
鞍木
配音：甲斐田裕子（日本）；錢欣郁（台灣）
白面者的第二條尾巴分身。外觀是巨大化的昆蟲妖怪，擁有能將外來的妖力給反射回去的強大能力，後來在白面者復活時再次現身。
斗和子（／）
配音：林原惠（日本）；穆宣名（台灣）
白面者的第三條尾巴分身。外貌身穿黑衣服的黑長直頭髮的女性。
妖物
配音：高口公介（日本）；林谷珍（台灣）
白面者的第四條尾巴分身。外表像海蛇與海參的巨大妖怪。數百年來將人類的靈魂捲入海裡，並為了取得魂魄襲擊經過的船隻。體內有如異次元空間般，住了以前被吃掉的魂魄與船隻，其本體也住在體內。後來判明為白面者的眷屬，從白面者的尾巴中復活。
婢妖（／）
配音：雞冠井美智子、丸山直美（日本）；錢欣郁、黃天佑、吳文民、陳彥鈞...等（台灣）
白面者的第五、六條尾巴聚合體。外觀是會飛，並有著一對耳朵的眼球，有著可以撕咬敵人的銳利尖牙，還可以敏銳察覺到獸矛的氣息和具體位置。與上萬隻婢妖聚合之後會變成更大更恐怖的妖怪，戰鬥力也大幅提升。同時還能附身在陸地上行駛的交通工具上，強行控制車子的行駛方向。初登場時以破壞獸矛為主要目的，妖怪起初寄居在杜綱悟的身體中時，全體由婢妖的首領「血袴」進行指揮。在白面者的最終決戰感受到獸矛放出的氣息後，終於按耐不住，用自己的力量釋放眾多手下。
血袴（／）
配音：最上嗣生（日本）；黃天佑（台灣）
婢妖的集合體之一，寄居在杜綱悟的身體，是此身體中婢妖全體的首領。在悟的體內被潮和虎趕出之後，隨即附身在潮的身上。
疫鬼（／）
婢妖的集合體之一，寄宿在杜綱悟的體內的妖怪，其心臓和全身上下的血管都被疫鬼控制，使想救出杜綱悟的潮陷入苦戰。
黑炎（／）
配音：藤原貴弘、志村知幸、木内太郎、高口公介（日本）；黃天佑、陳彥鈞、吳文民（台灣）
白面者的第五、六條尾巴聚合體。從白面者的其中一支尾巴和紅煉的身體中大量現身，很像字伏的黑色妖怪。
暴風雨、矛
白面者的第七、八條尾巴。
嬰兒
白面者的第九條尾巴。

#### 字伏
獸矛會將主人的靈魂轉化為能量，一旦主人被吸蝕過度而獸化，就會變成字伏，而字伏會殘留白面者的恨意，後因為一些字伏被白面者收買而成為邪惡黑字伏，剩餘字伏在最後一戰中化為阿虎的護身盔甲與武器。
紅煉
配音：若本規夫（日本）；陳彥鈞（台灣）
原名「捉影」，為中國三國時代的盜賊，本性陰險、貪婪、喪盡天良，由於罪大惡極被官府逼到走投無路而逃到山裡。有次在偶然機會下成為獸矛使用者，最後因過度使用獸矛而成為字伏，石化的地點碰巧在鏢的家鄉，也由於比其他字伏提早甦醒，不但殺害鏢的妻女，也在鏢的臉上留下刀痕，最後更成為白面者的部下。
最終決戰與鏢死鬥數次聽到白面者位在別處的請求協助，其使出的雷擊被鏢的右眼珠（淨眼水晶）給吸收。沒想到鏢是把封印入水晶裡的雷擊和符咒連同右手臂自行送入牠的嘴裡。結果符咒、水晶裡的雷擊在牠的體內爆破，喊著「我還不想死！」下死亡。
字伏盔甲
配音：拜真之介、布施川一寛、橫田大輔（日本）；黃天佑、陳彥鈞、吳文民、符爽（台灣）
由4隻字伏所組成的。這些字伏原本為了避免失去記憶而石化，等候最終戰的到來再回復身體，卻被白面分身偷襲而粉碎剩下頭部。為了希望在最終戰時與白面者決戰，便化成盔甲要求阿虎帶他們上戰場。在阿虎落海受真由子鼓勵復活後，與阿虎合體前去與潮對決白面者。有主動防禦的能力，但是依然抵擋不了白面者的攻擊，被第七、八尾粉碎。後來變成白面者的模樣，成功破壞第七、八尾，為潮與阿虎帶來反擊的機會。

#### 東方妖怪群
棲息在東日本遠野地區的妖怪族群。
山本
配音：古川登志夫（日本）；吳文民（台灣）
東方妖怪群之長，在妖怪族群中屬於穏健派，有「東之長」之稱。平常出入村莊時以普通人類的姿態現身，外表乍看之下是有長鼻子的普通老人"野村爺爺"，其正體是大天狗。初次見到潮時，了解潮為了查明母親的來歷前往北海道的原因，決定協助潮。
威吹
配音：大隈健太（日本）；黃天佑（台灣）
烏天狗。服侍「東之長」山之本。
東之鐮鼬
於第9章「狂風」登場，居住在遠野的鎌鼬三兄妹。
雷信
配音：速水獎／三木真一郎（日本）；吳文民（台灣）
東之鐮鼬三兄妹長男。扮演颳起風並把人類絆倒的鐮鼬。為了阻止到處殺人的弟弟十郎，突襲並測試潮是否會濫殺無辜之後向潮求助。看到潮邊流淚邊說出從小遇到類似的經歷之後，對潮產生信賴。弟弟死後與妹妹篝和遠野的妖怪們協助潮，另外在為了阻止西方的妖怪暴走而活躍。
十郎
配音：矢尾一樹／梶裕貴（日本）；蔣鐵城（台灣）
東之鐮鼬三兄妹次男。扮演絆倒人類之後砍傷人類的鐮鼬。原本個性溫柔，卻因為居住的家園常常被人類的自私濫墾濫伐與破壞，開始對人類產生憎恨。也是三兄妹之中唯一一度被獸矛刺中，經由妹妹塗藥膏之後又站起來與潮戰鬥的鐮鼬。在救出被工程車壓傷的哥哥和妹妹時看到了人類善良的一面，但是為了贖罪選擇衝向獸矛自殺後對潮微笑而消失。後來在與白面者的最終決戰中藉由一族傳授的力量短暫復活，將陷入危機的哥哥和妹妹救出之後一起對決白面者。
篝
配音：鶴弘美／清水理沙（日本）；錢欣郁（台灣）
東之鐮鼬三兄妹么女。扮演幫助被砍傷的人類塗藥膏止血的鐮鼬。初次見到潮與虎時的態度非常冷淡。與雷信一樣，為了阻止到處殺人的十郎，與雷信一起突襲並測試潮是否會濫殺無辜之後向潮求助。另外變身成人類上街時通常穿著性感的高領無袖緊身裙裝。個性稍微有點天然呆，本人並沒有察覺到，後期則喜歡阿虎。
一鬼
配音：江川央生（日本）；黃天佑（台灣）
外表為體格魁梧、身經百戰的修行者。額頭有一支巨大的角。由複數條蛇的身體聚合成的巨人型態之妖怪。在東方妖怪群中擁有自豪怪力，為了爭取第1與其他妖怪不相上下。因為有領導妖怪們的才能，故有「遠野妖群頭」這個名號。與阿虎（以舊名「長飛丸」作稱呼）為800多年前的戰友，但關係很差。
管狐
配音：永澤菜教（日本）；穆宣名（台灣）
在日本各地有很多眷屬的小妖怪。外表為有尖長的耳朵、像貓咪般的大眼睛、如火炎般的大尾巴的鼬鼠。速度很快、善於進入狹小的空間和縫隙。有著天真無邪、如貓咪般和人很親近的個性，如自來熟般容易打成一片。能力是附身在人的體內但對人類無害（自稱是專家）。在杜岡悟被婢妖們控制時協助朝與阿虎進入其體內把婢妖們趕出。會講人話，對現代科學之用語與流行等事物瞭若指掌，在妖怪族群中相當罕見。

#### 西方妖怪群
棲息在西日本高千穗地區掌管「空屋敷」的妖怪族群。
神野
配音：諏訪部順一（日本）；黃天佑（台灣）
掌管剛刃「流走（るばしり）」的西方妖怪群之長。至少在800年前開始與東方妖怪群之長的關係密切，通常以青年的外表現身。特徵為留著朝天的髮型和很長的耳垂。故事到終盤沒有描寫他在妖怪族群中的真實身分。
原型來自怪談「稻生物怪錄」登場的魔王的名字「神野惡五郎」。
求嵐
配音：高口公介（日本）；陳彥鈞（台灣）
忠誠伺候神野的烏天狗。與山伏姿態、外表像鵰、個性忠實圓融的勁敵威吹不同的是：以武者姿態、近似烏鴉的外表現身，說話帶著關西方言，相反的個性狡猾不講理。後期成為西方妖怪群中唯一協助潮的妖怪。
西之鐮鼬
與東之鐮鼬三兄妹一樣以普通人類的姿態入境隨俗為之後將來而活。但與東之鐮鼬不一樣的昰，個性十分殘酷，以純粹享受殺人為樂。
仍
鎌鼬三姊弟長女。有變成人類之後可以任意做愛美打扮和穿戴精品飾物的嗜好。於「空屋敷」與同族的對弈中，與篝進行1對1。結果因實力之差敗給篝，反過來被自己身上的鐮刀慘遭切塊身亡。
梟
西之鎌鼬三姊弟長男。體格粗曠，享楽至上的個性，有煙癮，好女色。面帶刁著菸隨時奸笑的笑容。於「空屋敷」與同族的對弈中，在姊姊仍被篝打敗之後，反過來抓篝作為人質威脅。而受重傷的雷信覺得身為東之兄長對已死去的弟弟有分愧疚選擇獨自向他對決，最後被雷信全力發揮到極致的一刀給擊敗。
杳
西之鎌鼬三姊弟次男。容姿與十郎相似相反地個性獵奇殺人魔般，喜歡看人類斷手斷腳。於「空屋敷」與同族的對弈之前以侮辱十郎的言語激怒雷信與篝，因此以他為第一個解決對象，被篝切成左右兩半身亡。

#### 其他
吞石
配音：江川央生／安元洋貴（日本）；陳彥鈞（台灣）
專門把人類變成石頭再進行吞食的妖怪，原型為在200年前誕生的巨大雙頭蜈蚣。其左眼為牠的弱點，懼怕人類的唾液。以眺望著一邊陷入痛苦恐懼和一邊慢慢地被變成石頭的人類，最後再嘖嘖的享受品嚐為樂。在原作第一章一開始潛入潮讀的學校，躲藏在當作倉庫在使用的舊校舍的古代武士石像。在麻子、真由子受老師委託幫忙將其石像搬出時，卻接觸到封印石像而做的結界遭到襲擊。此事件之後其盔甲由光覇明宗收回並交給哈瑪機構的博士們進行修復，並贈與潮作為防備用具進行與白面者的最終決戰。
飛頭蠻
【爺】配音：岸野幸正／中博史（日本）；吳文民（台灣）
【父】配音：太田真一郎／立木文彥（日本）；林谷珍（台灣）
【母】配音：萩森侚子／津田匠子（日本）；穆宣名（台灣）
【兄】配音：置鮎龍太郎／藤原貴弘（日本）；吳文民（台灣）
【妹】配音：山崎和佳奈／嶋村侑（日本）；錢欣郁（台灣）
來自中國，只有頭顱在空中飛翔並專門吃人類的妖怪家族，家族構成以祖父為中心，對家人彼此相愛，性格兇惡。明治時期被日崎御角封印在「要石」岩石下的棺材裡，不過卻在將近100年後的現代被築路工人強行挖出而復活，上街吃掉路人和尋找日崎御角復仇，向長相很像日崎的真由子攻擊。
日文譯名「餓眠様（がみんさま）」。家族構成不明，不過在動畫的兩種版本均有設定但不同，OVA版只用英文字母表示，電視動畫版的設定依序為爺、父、母、兄、妹。
虎人
配音：荻野晴朗、佐佐木義人（日本）；吳文民、林谷珍（台灣）
棲息在中國九龍的半人半虎妖怪。
海座頭
配音：八奈見乘兒／稻葉實（日本）；符爽（台灣）
琵琶法師姿態的妖怪。
衾
配音：高木涉（日本）；李世揚（台灣）
在上空飛行巨大妖怪，會襲擊飛機吃掉人類。
御守大人／座敷童子
配音：茅野愛衣（日本）；穆宣名（台灣）
被鷹取一族奉為御守大人，被封印在鷹取家的座敷童子。
河童
配音：上田祐司（日本）；黃天佑（台灣）
棲息在遠野沼澤河童妖怪。
雲外鏡
配音：飯塚昭三（日本）；黃天佑（台灣）
單眼，手足為鏡子的妖怪，擁有讓人或妖透過鏡子移動的能力。
鏡魔
配音：矢部雅史（日本）；吳文民（台灣）
棲息古鏡中的妖怪，由古時一位男性對某位女性因愛生恨而畫下的詛咒中誕生。
時逆、時順（又譯：逆時、順時）
配音：田中真弓（日本）；錢欣郁〈逆時〉、吳文民〈順時〉（台灣）
協助決眉帶著潮看見獸矛之誕生的來龍去脈的妖怪，其負責的任務與名字的意思相同，時逆是負責回溯到過去，時順是負責前往至未來。
太由羅、為何
600年前棲息在刑場吸取受刑人的血過日子的妖怪，經常在地上看著人類帶著不同的表情而死產生興趣。在600年後的現代偽裝成人類以甜言蜜語的方式發送宴會的邀請函給人類，將人類哄進他們的住處進行回答各種問題，不接受回答問題或者答不出來的話會被取出腦袋和開膛破肚。某日真由子收到宴會的邀請函，把前往宴會會場的真由子引誘進入面談室進行回答問題，阿虎發現邀請函有妖怪的氣味變身成真由子的模樣混進宴會並救出。最後被阿虎擊敗，並告訴妖怪救人的生死抉擇的意義。
太由羅
配音：子安武人（日本）；陳彥鈞（台灣）
是以紳士青年的姿態現身的妖怪，其真面目是蛇妖的化身，專門在刑場吸取人類的血促使自己成長，在他的影子中居住著無數的「小孩子們（小小的蛇妖）」。
為何
配音：緒方賢一（日本）；吳文民（台灣）
是以老年人的姿態現身的妖怪，其真面目是蝦蟆的化身，以伸出長無止盡的舌頭為武器。專門把回答問題失敗的人類用舌頭從人類的耳朵取出腦袋並加以殺害。
九印
配音：小西克幸（日本）；吳文民（台灣）
為引狹所製造的妖怪，創造目的是為了保護引狹霧雄。最終戰鬥中，為了保護霧雄而自爆身亡。
巴魯德安迪斯
配音：村瀨步（日本）；穆宣名（台灣）
原是住在歐洲古城德妖怪，被哈瑪機構捕捉實驗。

## 出版書籍
台灣及香港中文版原為大然文化所代理的《魔力小馬》，2003年7月大然出版社倒閉，由尖端出版社以《潮與虎》這個名字再版，文化傳信後來以《潮&虎》這個名稱推出香港版。
2011年東日本大震災發生後，小學館出身的多位漫畫家（由細野不二彥發起）組成「Heroes' Comeback」，而該作品的角色也在復興支援活動中參與。2013年在《週刊少年Sunday》4、5合併號和6號上復活，以短篇方式分前篇與後篇發表。單行本〈少年Sunday Comics〉全33冊加外傳1冊共34冊，新書寬幅版全18冊，小學館文庫全19冊。

### 單行本
- 全33冊+外傳1冊。

| 冊數 | 小學館         | 小學館             |
| 冊數 | 發售日期       | ISBN               |
| ---- | -------------- | ------------------ |
| 1    | 1990年11月17日 | ISBN 4-09-122481-4 |
| 2    | 1990年12月13日 | ISBN 4-09-122482-2 |
| 3    | 1991年3月18日  | ISBN 4-09-122483-0 |
| 4    | 1991年5月18日  | ISBN 4-09-122484-9 |
| 5    | 1991年8月9日   | ISBN 4-09-122485-7 |
| 6    | 1991年9月18日  | ISBN 4-09-122486-5 |
| 7    | 1991年11月18日 | ISBN 4-09-122487-3 |
| 8    | 1992年1月18日  | ISBN 4-09-122488-1 |
| 9    | 1992年3月18日  | ISBN 4-09-122489-X |
| 10   | 1992年6月18日  | ISBN 4-09-122490-3 |
| 11   | 1992年7月17日  | ISBN 4-09-123101-2 |
| 12   | 1992年9月18日  | ISBN 4-09-123102-0 |
| 13   | 1992年12月12日 | ISBN 4-09-123103-9 |
| 14   | 1993年3月18日  | ISBN 4-09-123104-7 |
| 15   | 1993年5月18日  | ISBN 4-09-123105-5 |
| 16   | 1993年7月17日  | ISBN 4-09-123106-3 |
| 17   | 1993年11月18日 | ISBN 4-09-123107-1 |
| 18   | 1994年3月18日  | ISBN 4-09-123108-X |
| 19   | 1994年5月18日  | ISBN 4-09-123109-8 |
| 20   | 1994年7月18日  | ISBN 4-09-123110-1 |
| 21   | 1994年9月17日  | ISBN 4-09-123401-1 |
| 22   | 1994年12月10日 | ISBN 4-09-123402-X |
| 23   | 1995年3月18日  | ISBN 4-09-123403-8 |
| 24   | 1995年5月18日  | ISBN 4-09-123404-6 |
| 25   | 1995年9月18日  | ISBN 4-09-123405-4 |
| 26   | 1995年11月18日 | ISBN 4-09-123406-2 |
| 27   | 1996年1月18日  | ISBN 4-09-123407-0 |
| 28   | 1996年3月18日  | ISBN 4-09-123408-9 |
| 29   | 1996年5月18日  | ISBN 4-09-123409-7 |
| 30   | 1996年8月10日  | ISBN 4-09-123410-0 |
| 31   | 1996年9月18日  | ISBN 4-09-125121-8 |
| 32   | 1996年11月18日 | ISBN 4-09-125122-6 |
| 33   | 1996年12月10日 | ISBN 4-09-125123-4 |
| 外傳 | 1997年5月17日  | ISBN 4-09-125124-2 |

| 冊數 | 小學館         | 小學館                                          |
| 冊數 | 發售日期       | ISBN                                            |
| ---- | -------------- | ----------------------------------------------- |
| 1    | 2004年9月15日  | ISBN 4-09-193511-7                              |
| 2    | 2004年10月15日 | ISBN 4-09-193512-5                              |
| 3    | 2004年11月13日 | ISBN 4-09-193513-3                              |
| 4    | 2004年12月15日 | ISBN 4-09-193514-1                              |
| 5    | 2005年1月15日  | ISBN 4-09-193515-X                              |
| 6    | 2005年2月15日  | ISBN 4-09-193516-8                              |
| 7    | 2005年3月15日  | ISBN 4-09-193517-6                              |
| 8    | 2005年4月15日  | ISBN 4-09-193518-4                              |
| 9    | 2005年5月14日  | ISBN 4-09-193519-2                              |
| 10   | 2005年6月15日  | ISBN 4-09-193520-6                              |
| 11   | 2005年7月15日  | ISBN 4-09-193521-4                              |
| 12   | 2005年8月12日  | ISBN 4-09-193522-2                              |
| 13   | 2005年9月15日  | ISBN 4-09-193523-0                              |
| 14   | 2005年10月15日 | ISBN 4-09-193524-9                              |
| 15   | 2005年11月15日 | ISBN 4-09-193525-7                              |
| 16   | 2005年12月15日 | ISBN 4-09-193526-5                              |
| 17   | 2006年1月14日  | ISBN 4-09-193527-3                              |
| 18   | 2006年2月15日  | ISBN 4-09-193528-1                              |
| 19   | 2006年3月15日  | ISBN 4-09-193529-X ISBN 4-09-941194-X（限定版） |

### 完全版
2015年5月至2016年12月由《少年Sunday Comics Special》發行。全20冊。並收錄連載正篇故事期間的彩頁內容及連載結束之後後來在少年Sunday誌上連載的「潮與虎風雲錄」。
| 冊數 | 收錄章節       | 小學館         | 小學館                 | 文化傳信       | 文化傳信               |
| 冊數 | 收錄章節       | 發售日期       | ISBN                   | 發售日期       | ISBN                   |
| ---- | -------------- | -------------- | ---------------------- | -------------- | ---------------------- |
| 1    | 序章至第3章    | 2015年5月18日  | ISBN 978-4-09-126077-2 | 2018年1月23日  | ISBN 978-988-8318-76-6 |
| 2    | 第4章至第6章   | 2015年5月18日  | ISBN 978-4-09-126078-9 | 2018年1月23日  | ISBN 978-988-9318-83-4 |
| 3    | 第7章至第9章   | 2015年6月18日  | ISBN 978-4-09-126079-6 | 2018年3月21日  | ISBN 978-988-8318-84-1 |
| 4    | 第10章至第13章 | 2015年7月18日  | ISBN 978-4-09-126080-2 | 2018年5月17日  | ISBN 978-988-8320-12-7 |
| 5    | 第14章至第17章 | 2015年8月18日  | ISBN 978-4-09-126099-4 | 2018年6月8日   | ISBN 978-988-8510-11-5 |
| 6    | 第18章至第20章 | 2015年9月18日  | ISBN 978-4-09-126357-5 | 2018年7月27日  | ISBN 978-988-8510-12-2 |
| 7    | 第21章與第22章 | 2015年10月16日 | ISBN 978-4-09-126358-2 | 2018年8月21日  | ISBN 978-988-8510-19-1 |
| 8    | 第23章至第25章 | 2015年11月18日 | ISBN 978-4-09-126359-9 | 2018年9月21日  | ISBN 978-988-8510-20-7 |
| 9    | 第26章與第27章 | 2015年12月18日 | ISBN 978-4-09-126360-5 | 2018年10月25日 | ISBN 978-988-8510-39-9 |
| 10   | 第28章         | 2016年1月18日  | ISBN 978-4-09-126378-0 | 2018年11月17日 | ISBN 978-988-8510-40-5 |
| 11   | 第29章至第31章 | 2016年2月18日  | ISBN 978-4-09-126379-7 | 2018年12月28日 | ISBN 978-988-8510-43-6 |
| 12   | 第32章與第33章 | 2016年3月18日  | ISBN 978-4-09-126380-3 | 2019年1月30日  | ISBN 978-988-8510-44-3 |
| 13   | 第34章         | 2016年4月18日  | ISBN 978-4-09-126386-5 | 2019年2月15日  | ISBN 978-988-8510-53-5 |
| 14   | 第35章至第38章 | 2016年5月18日  | ISBN 978-4-09-126387-2 | 2019年3月28日  | ISBN 978-988-8510-54-2 |
| 15   | 第39章至第43章 | 2016年6月17日  | ISBN 978-4-09-126388-9 | 2019年4月25日  | ISBN 978-988-8510-55-9 |
| 16   | 第44章與第45章 | 2016年7月15日  | ISBN 978-4-09-126389-6 | 2019年5月24日  | ISBN 978-988-8510-56-6 |
| 17   | 第46章至第48章 | 2016年9月16日  | ISBN 978-4-09-126390-2 | 2019年6月28日  | ISBN 978-988-8510-57-3 |
| 18   | 第49章至第51章 | 2016年10月18日 | ISBN 978-4-09-126404-6 | 2019年7月19日  | ISBN 978-988-8510-58-0 |
| 19   | 第52章至最終章 | 2016年11月18日 | ISBN 978-4-09-126405-3 | 2019年8月15日  | ISBN 978-988-8510-59-7 |
| 20   | 外傳           | 2016年12月16日 | ISBN 978-4-09-126406-0 | 2019年9月27日  | ISBN 978-988-8510-60-3 |

### 其他書籍
潮與虎全集 上 原畫集 月亮與太陽（うしおととら全集 上 原画集【月と太陽】）
- 1997年5月10日發行 ISBN 4-09-179291-X
- 2016年4月15日發行 ISBN 978-4-09-179219-8（新裝版）

潮與虎全集 下 大圖鑑 森羅萬象（うしおととら全集 下 大図鑑【森羅万象】）
- 1997年8月10日發行 ISBN 4-09-179292-8
- 2016年4月15日發行 ISBN 978-4-09-179220-4（新裝版）

CD-ROM潮與虎
- 上 1996年10月發行 ISBN 4-09-906842-0／C0879 P4800E（協力製作：Link工房）
- 下 1996年12月發行 ISBN 4-09-906843-9／C0879 P4800E（協力製作：Link工房）

### 小說
Super Quest文庫版（原作／插圖：藤田和日郎、文：城池勝幸）
中文版由尖端出版授權代理發行。
- VOL.1  1993年1月20日發行 ISBN 4-09-440061-3
- VOL.2  1993年8月20日發行 ISBN 4-09-440062-1
- VOL.3  1994年5月20日發行 ISBN 4-09-440063-X
- VOL.4  1995年11月1日發行 ISBN 4-09-440064-8

GAGAGA文庫版（原作／插圖：藤田和日郎、文：中山文十郎）
- 潮與虎(1) 、

2008年12月18日發行 ISBN 978-4-09-451109-3
- 潮與虎(2)、 

2009年1月20日發行 ISBN 978-4-09-451114-7

## OVA
1992年至1993年發行，全10話。2002年6月25日DVD化發行，並收錄2頭身SD版的番外篇。另外，第1話至第6話為第1期，第7話至最終話以第2期作稱呼（第2期一部分工作人員和主題曲）。第9、10話『狂風』則在發行之前先行以劇場版的方式，1993年6月5日公開。第8話有下集預告。之後部分工作人員另外成立動畫工作室OLM，其相關人員則參與電視動畫《神奇寶貝》的製作。
香港無綫電視（TVB）曾購入動畫版《潮與虎》OVA的播映權，並於1995年5月28日至6月25日期间每周日0時15分至1時15分播放OVA，及於1996年1月1日周一0時至3時播放CD劇場，均在翡翠台播放。

### 製作人員
- 原作：藤田和日郎
- 導演：湯山邦彥
- 劇本：寺田憲史
- 人物設定、總作畫監督：松原德弘
- 美術監督：伊藤芳雄
- 色彩設計→色彩設定（第7話－第10話）：岡久美子
- 攝影監督：池上元秋
- 剪輯：JAY FILM（松村將弘、船見康惠）
- 音樂：鷺巢詩郎→若草惠（第7話－第10話）
- 音樂製作人 - 藤田純二
- 音樂製作：Youmex
- 音響監督、音響演出：三間雅文
- 製作人：高尾弘、大場龍男→高尾弘、植田文郎、大場龍男（第7話－第10話）
- 動畫製作：PASTEL
- 製作：東寶、小學館、東芝EMI、OB企劃

### 主題曲
片頭曲
（第1話－第6話）
作詞：及川眠子，作曲、編曲：葉山武、主唱：YASU
（第7話－第10話）
作詞：田口俊，作曲、編曲：西脇辰彌，主唱：井口慎也
片尾曲
「Dear My Best Friend」（第1話－第6話）
作詞：及川眠子，作曲、編曲：西脇辰彌，主唱：佐佐木望
（第7話－第10話）
作詞：田口俊，作曲、編曲：井上日德，主唱：佐佐木望

### 各話列表
| 話數   | 日文標題 | 中文標題                | 分鏡     | 演出     | 作畫監督 | 動畫協力 | 原作章數 |
| ------ | -------- | ----------------------- | -------- | -------- | -------- | -------- | -------- |
| 第一話 |          | 潮与虎宿命的邂逅        | 湯山邦彦 | 池端隆史 | 不適用   |          | 序章     |
| 第二話 |          | 食石怪 百足变化         | 越智浩仁 | 越智浩仁 | 青野厚司 | ARTLAND  | 第一章   |
| 第三話 |          | 符咒师 镖               | 池端隆史 | 池端隆史 | 千北實   |          | 第四章   |
| 第四話 |          | 转轮疾走                | 湯山邦彦 | 山口美浩 | 小林利充 |          | 原創     |
| 第五話 |          | 渴睡妖~虎上街去（前篇） | 日高政光 | 日高政光 | 神奈弘一 |          | 第三章   |
| 第六話 |          | 渴睡妖~虎上街去（後篇） | 湯山邦彦 | 加戶誉夫 | 不適用   |          | 第三章   |
| 第七話 |          | 妖之海（前篇）          | 渡邊純央 | 渡邊純央 | 上野賢   | ACJ      | 第五章   |
| 第八話 |          | 妖之海（後篇）          | 福多潤   | 福多潤   | 須藤昌朋 | ACJ      | 第五章   |
| 第九話 |          | 狂风（前篇）            | 加戸誉夫 | 加戸誉夫 | 松岡秀明 |          | 第九章   |
| 第十話 |          | 狂风（後篇）            | 日高政光 | 日高政光 | 毛利和昭 |          | 第九章   |

### 播放電視台
| 香港 翡翠台 星期日 00:15－01:15    | 香港 翡翠台 星期日 00:15－01:15        | 香港 翡翠台 星期日 00:15－01:15 |
| ---------------------------------- | -------------------------------------- | ------------------------------- |
|                                    | 潮與虎 （1995年5月28日－6月25日）      |                                 |
| 搏擊之男 （1995年1月8日－5月14日） | 創龍傳 （1995年7月9日－10月1日）       |                                 |
| 香港 翡翠台 星期六 02:35－03:30    |                                        |                                 |
| —                                  | 潮與虎 重播 （1997年4月26日－5月24日） | —                               |

## 電視動畫
2015年，《週刊少年Sunday》第10號宣布該作品決定改編成電視動畫的消息，並於2015年7月3日起在TOKYO MX等台播出。台灣由木棉花國際在MOD「i-Fun動漫台」官網正式宣布從2015年7月7起每週二23:30與日本全國BS富士衛星電視網同步播出。
全39話。分別在2015年7月至12月播26話，2016年4月至6月播13話。
電視動畫中，旁白由土師孝也擔任。與原作有所出入的是，剧中年代是設定在現代自主意識的時代，如原作序章阿潮家在背景出現和第二章被阿虎破壞的箱型電視變更為液晶電視，以及原作编當時還未問世的功能型手機和智能手機也在劇中有所出現。
首播期間，曾把第22話的下集預告標題的「劫」給誤植成「却」。不過作者在連載期間將標題設定為，後來在出新書版本才把標題中的『却』修正成『劫』。

### 製作人員（電視動畫）
- 原作：藤田和日郎（小學館《週刊少年Sunday》刊）
- 導演：西村聰
- 劇本統籌：井上敏樹、藤田和日郎
- 人物設計、總作畫監督：森智子
- 動作作畫監督：平山貴章、工藤晃子
- 美術監督：清水友幸
- 色彩設計：堀川佳典
- 攝影監督：熊澤祐哉（第壹－拾參話）、魚山真志
- CGI監督：
- CG製作：根本繁樹
- 剪輯：神宮司由美、武宮（第貳拾壹－貳拾陸話）
- 音響監督：三間雅文
- 音樂：瀨川英史（日语：瀨川英史）
- 音樂製作：德間日本傳播
- 音樂製作人：關澤新二
- 製作人：板橋秀德、關澤新二、尾崎茂樹、大貫一雄
- 創作製作人：丸山正雄、三田圭志
- 動畫製作：MAPPA & Studio VOLN
- 製作：潮與虎製作委員會

### 主題曲（電視動畫）
片頭曲
（第壹話－第貳拾陸話）
作詞：大槻賢二，作曲：本城聰章，編曲、主唱：筋肉少女帶
第拾肆話之後有變換部分的畫面。
（第貳拾柒話－最終話）
作詞：大槻賢二，作曲：橘高文彥，編曲、主唱：筋肉少女帶
片頭曲一開始在進入作品之後以跑馬燈的方式敘述各集的劇情。
片尾曲
「HERO」（第壹話－第拾叁話）
作詞、主唱：Sonar Pocket，作曲：Sonar Pocket、KAY. Shunsuke Harada，編曲：KAY. Shunsuke Harada
（第拾肆話－第貳拾陸話）
作詞、主唱：若旦那，作曲、編曲：大隅知宇
（第貳拾柒話－最終話）
作詞：小高芳太朗，作曲：大隅知宇，編曲、主唱：LUNKHEAD

### 各話列表（電視動畫）
| 話數       | 日文標題 | 港台標題            | 大陆标题            | 劇本     | 分鏡                                                    | 演出                     | 作畫監督                                           | 原作章數                         | 首播日期      |
| ---------- | -------- | ------------------- | ------------------- | -------- | ------------------------------------------------------- | ------------------------ | -------------------------------------------------- | -------------------------------- | ------------- |
| 第壹話     |          | 潮與虎邂逅之因緣    | 潮与虎相遇之缘      | 井上敏樹 | 西村聰                                                  | 松村正輝                 | 森智子                                             | 序章                             | 2015年 7月3日 |
| 第貳話     |          | 吞石                | 食石                | 井上敏樹 | 西村聰                                                  | 藤瀨順一                 | 阿比隆留彥                                         | 第一章                           | 7月10日       |
| 第話       |          | 畫中惡鬼            | 栖身画中的鬼        | 井上敏樹 | 神志那弘志                                              | 神志那弘志               | 石井舞                                             | 第二章                           | 7月17日       |
| 第肆話     |          | 阿虎上街            | 阿虎上街            | 井上敏樹 | 西村聰                                                  | 田中智也                 | 菅野方弘                                           | 第三章                           | 7月24日       |
| 第伍話     |          | 符咒師 鏢           | 符咒師 鏢           | 井上敏樹 | 吉田大輔                                                | 吉田大輔                 | Eom Ik Hyun                                        | 第四章                           | 7月31日       |
| 第陸話     |          | 妖怪之海            | 妖怪之海            | 井上敏樹 | 矢野博之                                                | 松村政輝                 | 高橋美香                                           | 第五章                           | 8月7日        |
| 第柒話     |          | 傳承                | 傳承                | 井上敏樹 | 西村聰                                                  | 藤瀨順一                 | 阿比留隆彥                                         | 第六章                           | 8月14日       |
| 第捌話     |          | 那傢伙在空中        | 那傢伙在空中        | 井上敏樹 | 矢野博之                                                | 久藤瞬                   | Won Chang hee                                      | 第七章                           | 8月21日       |
| 第玖話     |          | 狂風                | 狂風                | 井上敏樹 | 神志那弘志                                              | 神志那弘志               | 石井舞                                             | 第九章                           | 8月28日       |
| 第拾話     |          | 童子所在的家        | 童子之家            | 米村正二 | 矢野博之                                                | 田中智也                 | 菅野芳弘                                           | 第十章                           | 9月4日        |
| 第拾壹話   |          | 一擊之鏡            | 一擊之鏡            | 米村正二 | 吉田大輔                                                | 吉田大輔                 | Eom Ik Hyun                                        | 第十一章                         | 9月11日       |
| 第拾貳話   |          | 遠野妖怪戰道行 其一 | 遠野妖怪戰道行 其一 | 井上敏樹 | 新留俊哉                                                | 松村政輝                 | 高橋美香                                           | 第十二章                         | 9月18日       |
| 第拾話     |          | 遠野妖怪戰道行 其二 | 遠野妖怪戰道行 其二 | 井上敏樹 | 宮繁之                                                  | 藤瀨順一                 | 阿比留隆彥                                         | 第十二章                         | 9月25日       |
| 第拾肆話   |          | 追蹤婢妖 傳承者     | 婢妖追蹤 傳承者     | 井上敏樹 | 宍戶淳                                                  | 宍戶淳                   | Won Chang hee                                      | 第十八章                         | 10月2日       |
| 第拾伍話   |          | 交叉追擊 傳承者     | 追擊的交差點 傳承者 | 井上敏樹 | 神志那弘志                                              | 神志那弘志 青木弘安      | 石井舞、真壁誠                                     | 第二十章                         | 10月9日       |
| 第拾陸話   |          | 變樣                | 變貌                | 井上敏樹 | 宮繁之                                                  | 田中智也                 | 菅野芳弘、浦田仁美                                 | 第二十一章                       | 10月16日      |
| 第拾柒話   |          | 前往神居古潭        | 前往神居古潭        | 米村正二 | 吉田大輔                                                | 吉田大輔                 | Eom Ik Hyun                                        | 第二十一章                       | 10月23日      |
| 第拾捌話   |          | 復活，然後終於      | 復活，然後終於      | 米村正二 | 矢野博之                                                | 松村政輝                 | 高橋美香                                           | 第二十一章                       | 10月30日      |
| 第拾玖話   |          | 逆時之妖            | 時逆之妖            | 井上敏樹 |                                                         | 越田知明                 | 阿比留隆彥                                         | 第二十二章                       | 11月6日       |
| 第貳拾話   |          | 妖怪回歸            | 妖怪歸來            | 井上敏樹 | 宍戶淳                                                  | 宍戶淳                   | Won Chang hee                                      | 第二十二章                       | 11月13日      |
| 第貳拾壹話 |          | 第四位傳承者 霧雄   | 第四名候補 霧雄     | 井上敏樹 | 青木弘安                                                | 青木弘安                 | 石井舞、真壁誠                                     | 第二十七章                       | 11月20日      |
| 第貳拾貳話 |          | 急召 銷毀獸矛       | 急召 破壞獸矛       | 井上敏樹 | 笹木信作                                                | 守泰佑                   | 菅野芳弘、浦田仁美 福士真由美                      | 第二十八章                       | 11月27日      |
| 第貳拾話   |          | 萬古的孤獨          | 永遠的孤獨          | 井上敏樹 | 矢野博之                                                | 吉田大輔                 | Won Chang hee                                      | 第二十八章                       | 12月4日       |
| 第貳拾肆話 |          | 愚蠢之人聚集於宴會  | 蠢貨皆在宴會        | 井上敏樹 | 矢野博之                                                | 松村政輝                 | 高橋美香                                           | 第三十章                         | 12月11日      |
| 第貳拾伍話 |          | H·A·M·M·R 哈瑪機構  | H·A·M·M·R 哈瑪機關  |          | 久藤瞬                                                  | 越田知明                 | 阿比留隆彥                                         | 第三十七章                       | 12月18日      |
| 第貳拾陸話 |          | TATARI BREAKER      | 破除詛咒者          | 宍戶淳   | 吉田大輔                                                | Won Chang hee、高橋美香  | 12月25日                                           | 第三十七章                       |               |
| 第貳拾柒話 |          | 風起                | 風吹起              | 米村正二 | 神志那弘志                                              | 藤瀨順一                 | 石井舞                                             | 第四十三章                       | 2016年 4月1日 |
| 第貳拾捌話 |          | 不會再讓任何人死亡  | 不再錯過            | 米村正二 | 三條[なみみ] 错误：{{Lang}}：無法辨識語言標籤 j（帮助） | 島崎奈奈子               | 菅野芳弘、浦田仁美 福士真由美                      | 第四十四章 第四十五章            | 4月8日        |
| 第貳拾玖話 |          | 新月之夜            | 新月之夜            | 井上敏樹 | 矢野博之                                                | 守泰佑                   | Won Chang hee                                      | 第四十五章 第四十一章 第四十二章 | 4月15日       |
| 第拾話     |          | 不歸之旅            | 不歸之旅            | 井上敏樹 | 松村政輝                                                | 松村政輝                 | 高橋美香                                           | 第四十五章 第四十六章            | 4月22日       |
| 第拾壹話   |          | 前往混沌之海        | 前往混沌之海        | 米村正二 | 越田知明                                                | 越田知明                 | 阿比留隆彥                                         | 第四十五章 第四十七章            | 4月29日       |
| 第拾貳話   |          | 母親                | 母親                | 米村正二 | 矢野博之                                                | 吉田大輔                 | Won Chang hee 牧內桃子、吉田大輔                   | 第四十八章 第四十九章            | 5月6日        |
| 第拾話     |          | 獸矛毀壞            | 獸矛被破壞          | 井上敏樹 | 神志那弘志                                              | 神志那弘志 藤瀨順一      | 石井舞、菅野利之 真壁誠                            | 第四十八章 第四十九章            | 5月13日       |
| 第拾肆話   |          | 虎                  | 阿虎                | 井上敏樹 | 矢野博之                                                | 島崎奈奈子               | 菅野芳弘、福士真由美 浦田仁美                      | 第四十九章 第五十章              | 5月20日       |
| 第拾伍話   |          | 希望                | 希望                | 米村正二 | 矢野博之                                                | 守泰佑                   | Won Chang hee 牧內桃子                             | 第五十一章 第五十二章            | 5月27日       |
| 第拾陸話   |          | 前往約定之夜        | 約定之夜            | 米村正二 | 松村政輝                                                | 松村政輝                 | 高橋美香                                           | 第五十二章 第五十三章            | 6月3日        |
| 第拾柒話   |          | 最強的罵人話語      | 最強的鬥嘴          | 井上敏樹 | 矢野博之                                                | 越田知明                 | 阿比留隆彥                                         | 第五十四章                       | 6月10日       |
| 第拾捌話   |          | 最終局面            | 最終局面            | 井上敏樹 | 三條                                                    | 吉田大輔                 | Won Chang hee 吉田大輔                             | 第五十四章                       | 6月17日       |
| 最終話     |          | 潮與虎的緣份        | 潮與虎之緣          | 井上敏樹 | 西村聰                                                  | 西村聰 松村政輝 藤瀨順一 | 神志那弘志、福士真由美 高橋美香、石井舞 阿比留隆彥 | 最終章                           | 6月24日       |

### BD&DVD
| 1  | 2015年9月30日  | 第壹話～第叁話           | TKXA-1071 | TKBA-5311 |
| 2  | 2015年10月28日 | 第肆話～第陸話         | TKXA-1072 | TKBA-5312 |
| 3  | 2015年11月25日 | 第柒話～第玖話         | TKXA-1073 | TKBA-5313 |
| 4  | 2015年12月23日 | 第拾話～第拾貳話       | TKXA-1074 | TKBA-5314 |
| 5  | 2016年1月27日  | 第拾話～第拾伍話       | TKXA-1075 | TKBA-5315 |
| 6  | 2016年2月24日  | 第拾陸話～第拾捌話     | TKXA-1076 | TKBA-5316 |
| 7  | 2016年3月30日  | 第拾玖話～第貳拾壹話   | TKXA-1077 | TKBA-5317 |
| 8  | 2016年4月27日  | 第貳拾貳話～第貳拾肆話 | TKXA-1078 | TKBA-5318 |
| 9  | 2016年5月25日  | 第貳拾伍話～第貳拾陸話 | TKXA-1079 | TKBA-5319 |
| 10 | 2016年6月29日  | 第貳拾柒話～第貳拾玖話 | TKXA-1080 | TKBA-5320 |
| 11 | 2016年7月27日  | 第拾話～第拾貳話       | TKXA-1081 | TKBA-5321 |
| 12 | 2016年8月31日  | 第拾話～第拾伍話       | TKXA-1082 | TKBA-5322 |
| 13 | 2016年9月28日  | 第叁拾陸話～最終話       | TKXA-1083 | TKBA-5323 |

### 播放電視台
日本深夜動畫：下文記載的日本国内播放時間使用日本標準時間（UTC+9）表示。因為部分時間标识會採用30小时制，因此請留意这类超过24:00的时间，其實際播放時間為翌日清晨。
| 播放地區 | 播放電視台 | 播放日期                     | 播放時間（UTC+9）         | 所屬聯播網 | 備註                                        |
| 第1期    | 第1期      | 第1期                        | 第1期                     | 第1期      | 第1期                                       |
| -------- | ---------- | ---------------------------- | ------------------------- | ---------- | ------------------------------------------- |
| 東京都   | TOKYO MX   | 2015年7月3日－12月25日       | 星期五 22時30分－23時00分 | 獨立局     |                                             |
| 中國大陸 | 優酷網     | 2015年7月3日－12月25日       | 星期五 25時00分 更新      | 網絡電視   | UTC+8 前兩話免費， 第3話起需付費或開通會員  |
| 中國大陸 | 土豆網     | 2015年7月3日－12月25日       | 星期五 25時00分 更新      | 網絡電視   | UTC+8 前兩話免費， 第3話起需付費或開通會員  |
| 兵庫縣   | SUN電視台  | 2015年7月6日－12月28日       | 星期一 24時00分－24時30分 | 獨立局     |                                             |
| 京都府   | 京都放送   | 2015年7月6日－12月28日       | 星期一 25時30分－26時00分 | 獨立局     |                                             |
| 愛知縣   | 愛知電視台 | 2015年7月6日－12月28日       | 星期一 26時35分－27時05分 | 東京電視網 |                                             |
| 日本全國 | BS富士     | 2015年7月7日－12月29日       | 星期二 24時25分－24時55分 | 衛星電視   |                                             |
| 日本全國 | 萬代頻道   | 2015年7月8日－12月30日       | 星期三 12時00分 更新      | 網絡電視   | 第1話免費，第2話起需付費 付費會員可全部收看 |
| 日本全國 | acTVila    | 2015年7月8日－12月30日       | 星期三 12時00分 更新      | 網絡電視   | 第1話免費，第2話起需付費                    |
| 日本全國 | GYAO！     | 2015年7月8日－12月30日       | 星期三 12時30分 更新      | 網絡電視   | 第1話免費，第2話起需付費                    |
| 日本全國 | Animax     | 2015年11月5日－2016年5月12日 | 星期四 22時00分－22時30分 | 衛星電視   | 字幕播放 有重播                             |
| 第2期    |            |                              |                           |            |                                             |
| 東京都   | TOKYO MX   | 2016年4月1日－6月24日        | 星期五 22時30分－23時00分 | 獨立局     |                                             |
| 兵庫縣   | SUN電視台  | 2016年4月4日－6月27日        | 星期一 23時30分－24時00分 | 獨立局     |                                             |
| 京都府   | 京都放送   | 2016年4月4日－6月27日        | 星期一 25時30分－26時00分 | 獨立局     |                                             |
| 愛知縣   | 愛知電視台 | 2016年4月4日－6月27日        | 星期一 26時35分－27時05分 | 東京電視網 |                                             |
| 日本全國 | BS富士     | 2016年4月5日－6月27日        | 星期二 24時30分－25時00分 | 衛星電視   |                                             |
| 日本全國 | 萬代頻道   | 2016年4月5日－6月27日        | 星期三 12時00分 更新      | 網絡電視   |                                             |
| 日本全國 | acTVila    | 2016年4月5日－6月27日        | 星期三 12時00分 更新      | 網絡電視   |                                             |
| 日本全國 | GYAO！     | 2016年4月5日－6月27日        | 星期三 12時30分 更新      | 網絡電視   |                                             |
| 日本全國 | Animax     | 2016年5月19日－8月11日       | 星期四 22時00分－22時30分 | 衛星電視   | 字幕播放 有重播                             |

| 播放地區 | 播放電視台 | 播放日期               | 當地播放時間                                             | 所屬聯播網  | 備註                                                         |
| -------- | ---------- | ---------------------- | -------------------------------------------------------- | ----------- | ------------------------------------------------------------ |
| 臺灣     | 衛視電影台 | 2016年8月1日－8月26日  | 星期一至五 20時00分－21時00分 8月26日 20時00分－20時30分 | 有線電視    | 二集連播，含中文配音                                         |
| 臺灣     | 龍華動畫台 | 2017年2月22日－4月17日 | 星期一至五 21時30分－22時00分                            | 中華電信MOD | 整點為前集重播 含中文配音、重播時段 4月1日起升級為高畫質播出 |

### 線上直播
以《潮與虎聲優線上直播特集》（日语：うしおととらキャスト生特番）為標題，2015年9月29日起在電視動畫「潮與虎」官方網站與官方YouTube帳戶發佈，每個月的第4個星期四更新（第9回之外）。
| 回數             | 發佈日期       | 出演聲優（配音角色）                                                                             | 特別嘉賓                   |
| ---------------- | -------------- | ------------------------------------------------------------------------------------------------ | -------------------------- |
| 第1回            | 2015年9月24日  | 畠中祐（蒼月潮 役）、安野希世乃（井上真由子 役）                                                 |                            |
| 第2回            | 2015年10月22日 | 畠中祐（蒼月潮 役）、小松未可子（中村麻子 役）、南里侑香（鷹取小夜 役）                          |                            |
| 第3回            | 2015年11月22日 | 畠中祐（蒼月潮 役）、安野希世乃（井上真由子 役）、潘惠美（引狹霧雄 役）                          |                            |
| 第4回            | 2015年12月17日 | 畠中祐（蒼月潮 役）、小山力也（阿虎 役）、安野希世乃（井上真由子 役）                            |                            |
| 第5回            | 2016年1月28日  | 畠中祐（蒼月潮 役）、安野希世乃（井上真由子 役）、清水理沙（篝 役）                              |                            |
| 第6回            | 2016年2月18日  | 畠中祐（蒼月潮 役）、小松未可子（中村麻子 役）、安野希世乃（井上真由子 役）                      |                            |
| 第7回            | 2016年3月24日  | 畠中祐（蒼月潮 役）、小松未可子（中村麻子 役）、小山力也（阿虎 役）                              |                            |
| 第8回            | 2016年4月22日  | 畠中祐（蒼月潮 役）、安野希世乃（井上真由子 役）                                                 | 小高芳太朗（LUNKHEAD主唱） |
| 第9回            | 2016年5月18日  | 畠中祐（蒼月潮 役）、小松未可子（中村麻子 役）                                                   |                            |
| 第10回           | 2016年6月16日  | 畠中祐（蒼月潮 役）、小山力也（阿虎 役）、小松未可子（中村麻子 役）、安野希世乃（井上真由子 役） |                            |
| 第11回（最終回） | 2016年7月21日  | 畠中祐（蒼月潮 役）、小松未可子（中村麻子 役）、安野希世乃（井上真由子 役）                      |                            |

## 原聲帶

### OVA 音樂CD
全部由東芝EMI發售。
| 發售日期                 | 標題                   | 規格編號  | 備註 |
| ------------------------ | ---------------------- | --------- | ---- |
| 1992年（平成4年）        | 潮與虎                 | TYCY-5232 |      |
| 1992年（平成4年）        | 潮與虎II               | TYCY-5247 |      |
| 1993年（平成5年）5月26日 | 潮與虎III Resurrection | TYCY-5306 |      |
| 1993年（平成5年）6月23日 | 潮與虎                 | TYCY-5308 |      |
| 1993年（平成5年）9月29日 | 潮與虎 CD劇場          | TYCY-5333 |      |

### 電視動畫 音樂CD
全部由德間日本傳播發售。
| 發售日期 | 標題                              | 規格編號 | 備註 |
| 2015年   | 2015年                            | 2015年 | 2015年 |
| -------- | --------------------------------- | --- | --- |
| 8月5日   | 電視動畫『潮與虎』片頭曲「」      | TKCA-74245（初回限定盤） TKCA-74249（通常盤）                                                               | 通常盤的封面插圖由漫畫原作者繪製。 |
| 8月19日  | 電視動畫『潮與虎』片尾曲1「HERO」 | TKCA-74271（初回限定盤A） TKCA-74272（初回限定盤B） TKCA-74275（通常盤A～潮與虎盤～） TKCA-74276（通常盤B） | 初回限定盤、通常盤有分A、B種兩種版本但標題的前後順序不同。 A為『HERO／Good bye』 B為『Good bye／HERO』 通常盤A～潮與虎盤～的封面插圖由動畫製作組繪製。 |
| 10月14日 | 電視動畫『潮與虎』Soundtrack I    | TKCA-74278                                                                                                  | 收錄了TV長度版的片頭曲「」／筋肉少女帶 與片尾曲「HERO」／Sonar Pocket。                                                                                |
| 11月4日  | 電視動畫『潮與虎』片尾曲2「」     | TKCA-74301                                                                                                  | |
| 2016年   |                                   | | |
| 4月20日  | 電視動畫『潮與虎』片頭曲2「」     | TKCA-74353（初回限定盤） TKCA-74357（通常盤）                                                               | 初回限定盤和通常盤的封面插圖由漫畫原作者繪製。 |
| 5月18日  | 「潮與虎」角色專輯                | TKCA－74361                                                                                                 | |

## 電子遊戲
由YUTAKA（ユタカ）發售，對應機種為任天堂的紅白機種。
- 潮與虎：1993年1月25日發售，對應機種為超級任天堂，類型為動作類遊戲。
- 潮與虎：1993年7月9日發售，對應機種為FC遊戲機，類型為角色扮演遊戲。

## 舞台劇
2008年起，由作者公認的劇團「Theatre OM」改編成舞台劇，在關西地區以大阪、櫻川為中心公開演出。

## 評價
该作曾荣获第37回小學館漫畫獎少年向部門、1997年星雲獎漫畫部及2006年的日本媒體藝術100選漫畫部門（《週刊少年Sunday》唯一得獎連載作品）。
動畫新聞網的托德·西奧爾克（Todd Ciolek）認為《潮與虎》是「不容忽視的『除魔』類型作品」。

## 腳註

## 外部連結
- WEBサンデー | うしおととら （页面存档备份，存于）（日語）
- サンデー名作ミュージアム うしおととら （页面存档备份，存于）（日語）
- TVアニメ「うしおととら」公式サイト （页面存档备份，存于）（日語）
- TVアニメ「うしおととら」的X（前Twitter）（日語）